# Bossam
Bossam es un tipo de ssam en la cocina coreana en la que el cerdo cocido al vapor se envuelve en una verdura de hoja, como lechuga roja u hoja de sésamo, acompañándose a menudo de un condimento conocido como ssamjang. Suele cubrirse con ajo, cebolla o pimienta negra crudos o cocinados, o más comúnmente de kimchi dulce. También se prefiere tomar el bossam con saeujeot (gamba fermentada encurtida).
El bossam es un plato popular en Corea, y también puede servirse como anju (guarnición consumida junto a bebida alcohólicas).